# کنار (درخت)

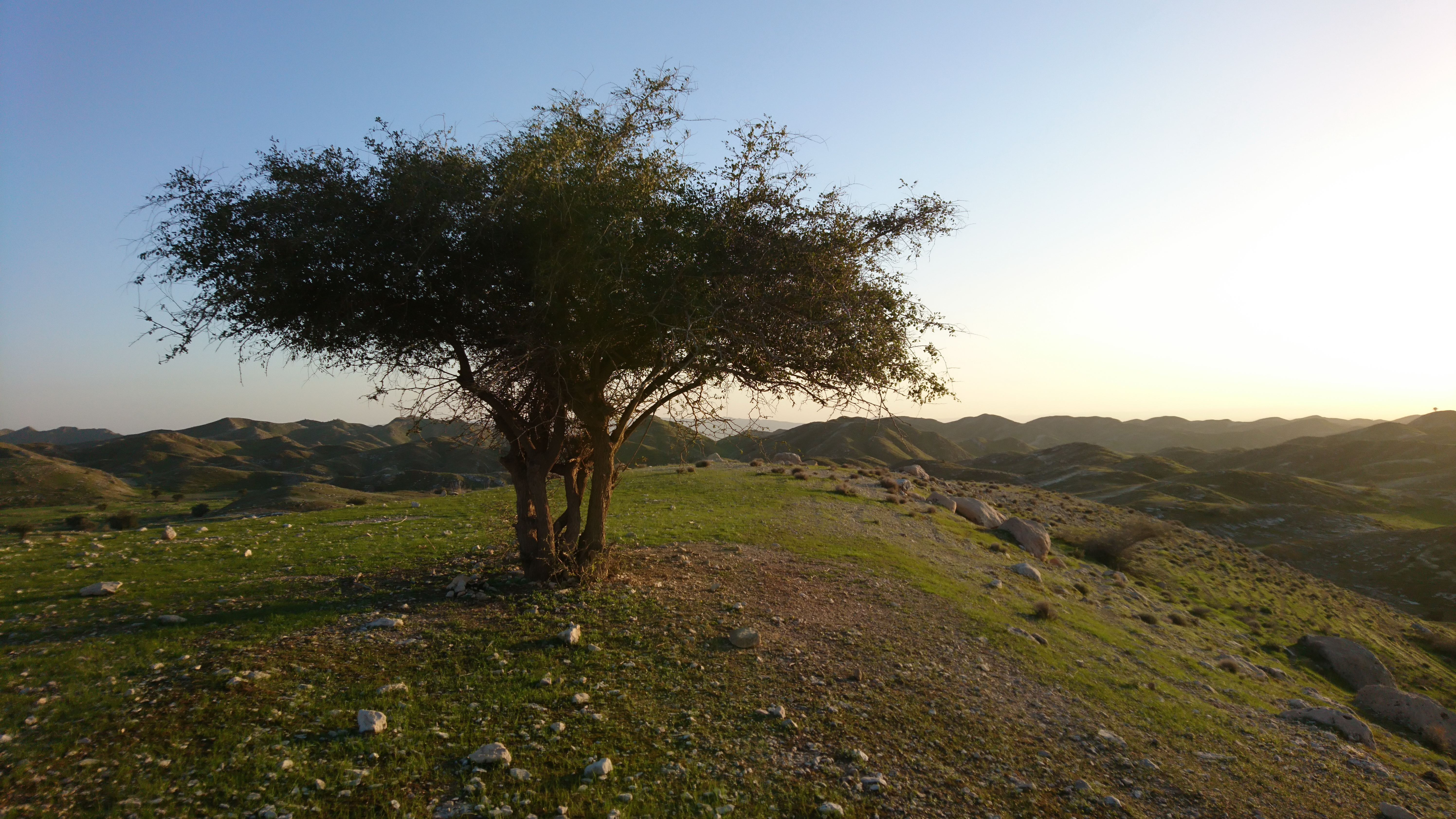
درخت کنار خودرو، بهبهان

کُنار (نام علمی: Ziziphus spina-christi)، نام یک گونه از سرده کنار درخت یا درختچهٔ همیشه‌سبز یا خزان‌کننده به ارتفاع ۳ تا ۸ متر است. فرهنگستان زبان برای این درخت نام عناب کُنار را برگزیده است. از برگ کنار، پودر سِدْر گرفته می‌شود (با درخت سدر اشتباه نشود) که سرشویی گیاهی و ماده اولیه برخی سرشوهاست.

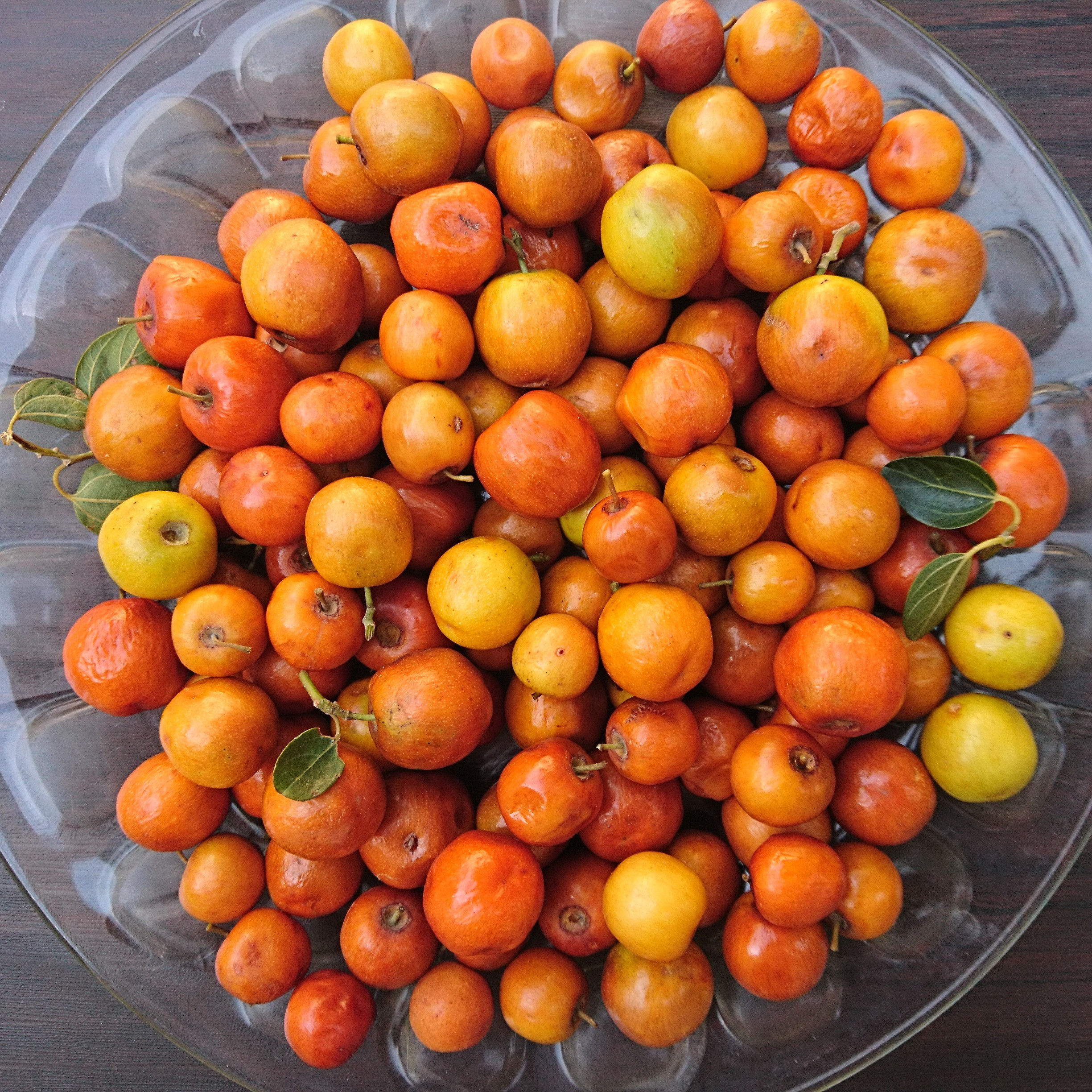
میوه درخت کنار، بهبهان

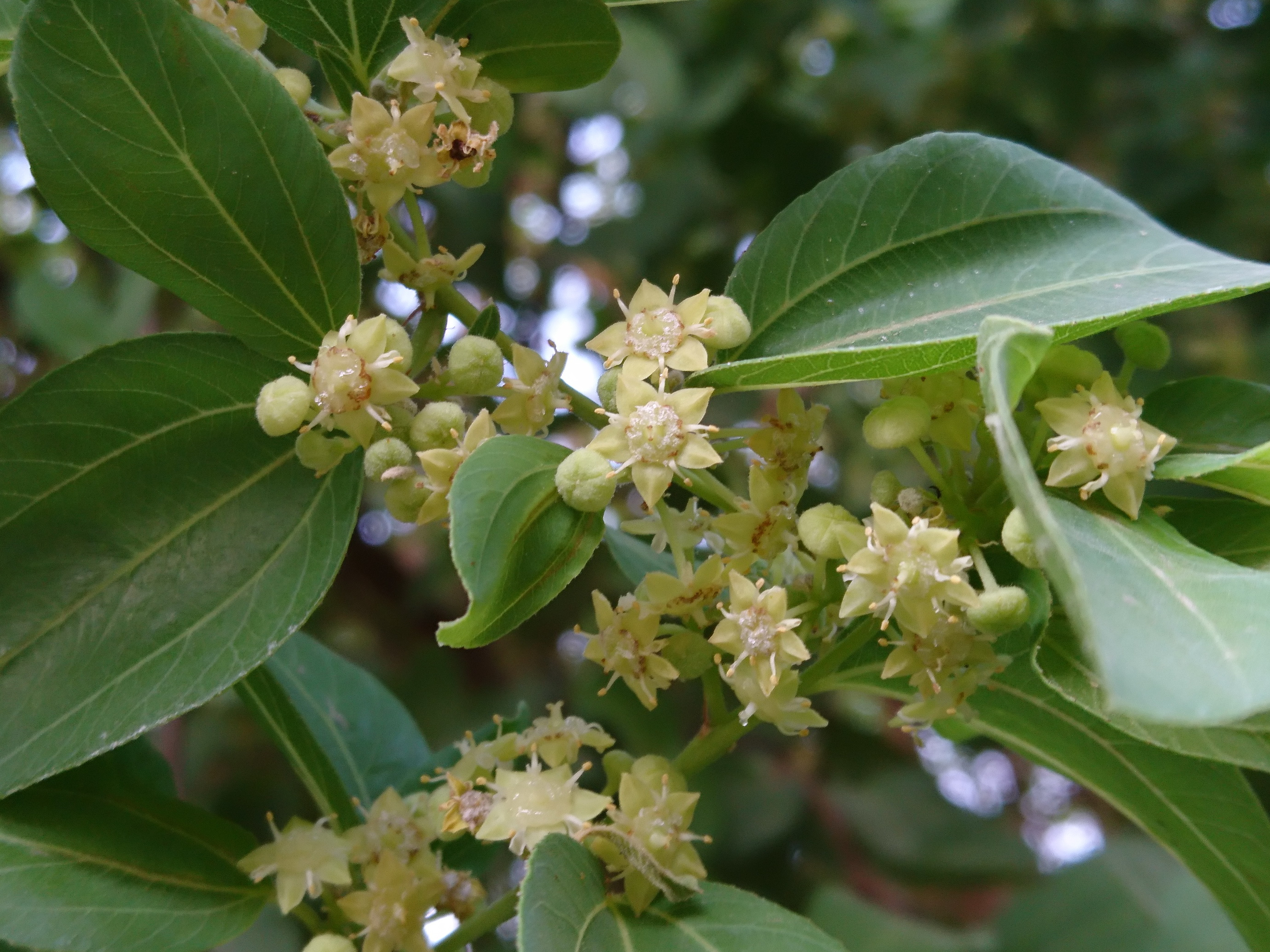
شکوفه درخت کنار، بهبهان

## در ایران

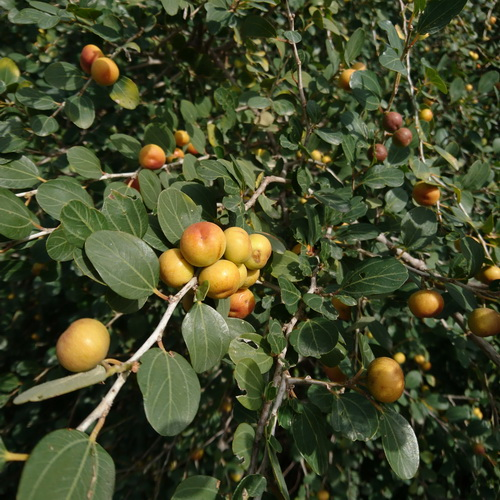
میوه کنار نارس، بهبهان

درختان خودروی کنار در مناطق گرمسیری و سواحل جنوبی ایران و عمدتاً در استان‌های سیستان و بلوچستان، هرمزگان، کرمان،  شهر دهدشت در کهگیلویه ،  در فارس، بوشهر و خوزستان یافت می‌شوند که به صورت پراکنده روییده و مردم از میوه‌های آن استفاده می‌کنند.
میوه آن که شبیه زالزالک اما تک هسته‌ای است. همچنین از برگ آن پودر سدر تهیه می‌شود. کنار در بعضی از خانه‌های قدیمی شهرهای جنوبی (بخصوص جنوب فارس و خوزستان) وجود دارد.
میوه آن در صورت آبیاری بسیار خوش طعم و شیرین می‌شود و بافتی شبیه به سیب دارد.

## میوه کنار
میوه کنار سبز رنگ با گوشت سفید یا نارنجی و زرد رنگ میوه ای شبیه زیتون بوده که به عنوان سیب فقرا هم شناخته می‌شود و بیشتر در جنوب و جنوب غرب ایران یافت می‌شود. میوه کنار سرشار از ویتامین C، ویتامین K و ویتامین D3، کلسیم، فسفر، آهن، منگنز، روی و پتاسیم می‌باشد.
از میوه کنار برای تهیه شربت، مربا، ژله و ترشی استفاده می‌شود.
زنبور عسل از شکوفه‌های درخت کنار عسل طبیعی کنار را تهیه می‌کند که خواص بسیاری برای آن ذکر شده‌است.
یکی از نکاتی که بهتر است به آن توجه کنید این است که کنار با میوه درخت سدر متفاوت می‌باشد. درخت کنار در عربی و گاهی در فارسی نیز سدر نامیده می‌شود که در ایران معمولاً به برگ‌های کوبیده آن سدر می‌گویند اما سدر درختی متفاوت و مدیترانه ای از تیره مخروطیان می‌باشد که شباهت زیادی نیز به درخت کاج دارد.

درضمن خوردن بیش از حد این میوه باعث مشکلات گوارشی(دل درد - بیرون روی) میشود.

## پیوند به بیرون

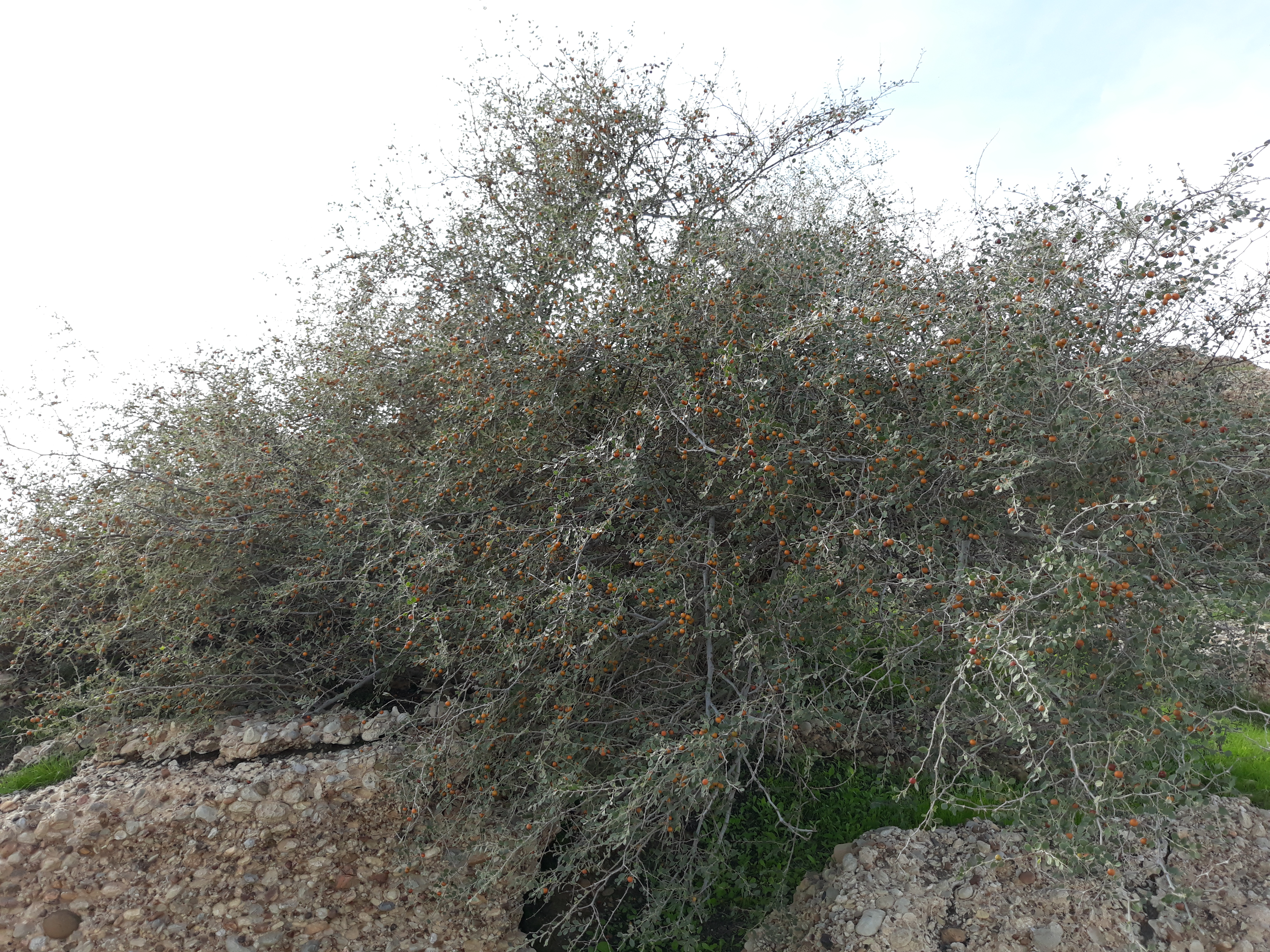
کنار پرزین

## ارزش غذایی میوه کنار (۱۰۰ گرم)
- کالری: ۲۵
- پروتئین: ۰٫۸ گرم
- قند: ۷ گرم
- کربوهیدرات: ۱۷ گرم
- فیبر: ۰٫۶ گرم

## نگارخانه

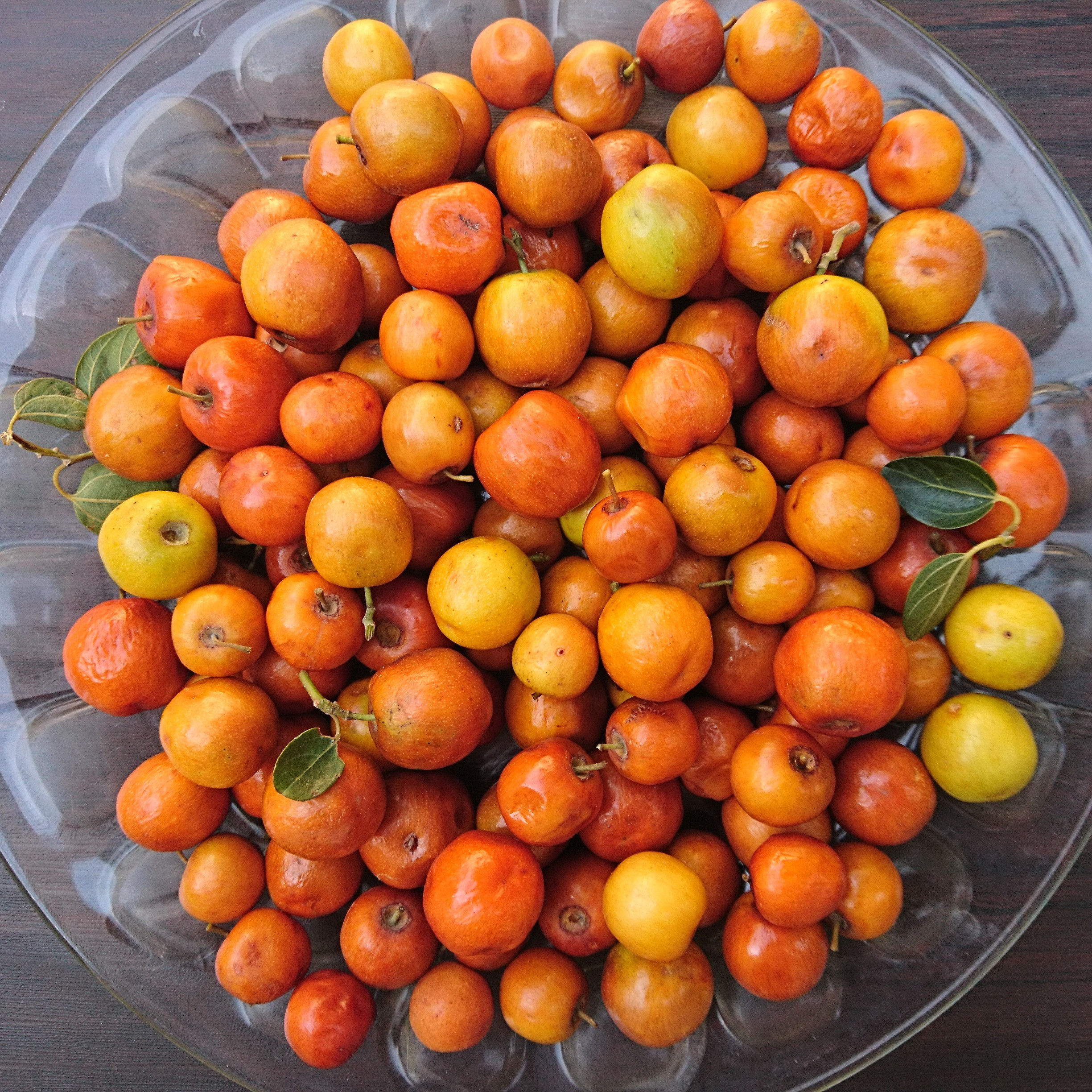
میوه درخت کنار، بهبهان
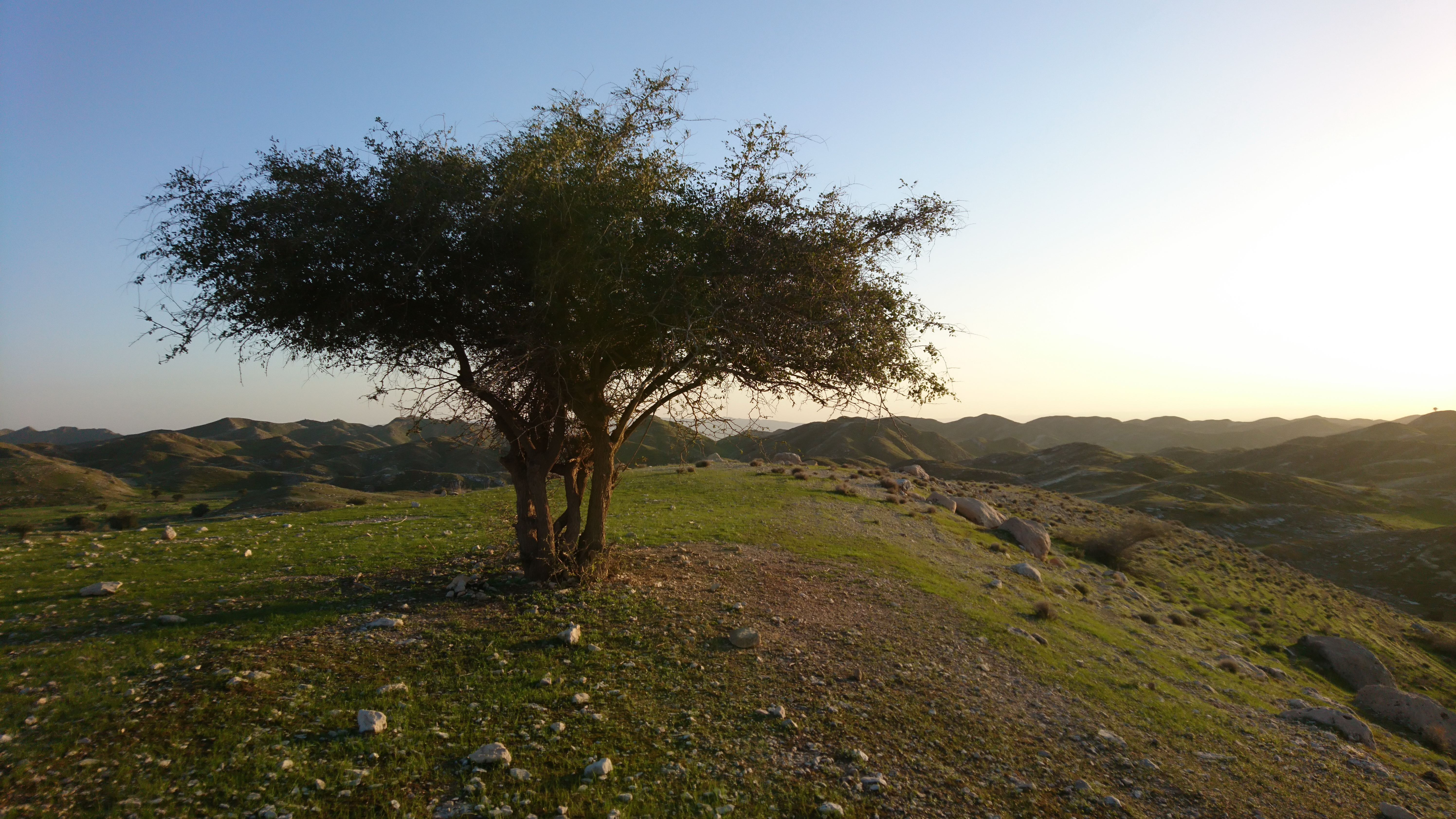
درخت کنار خودرو، بهبهان
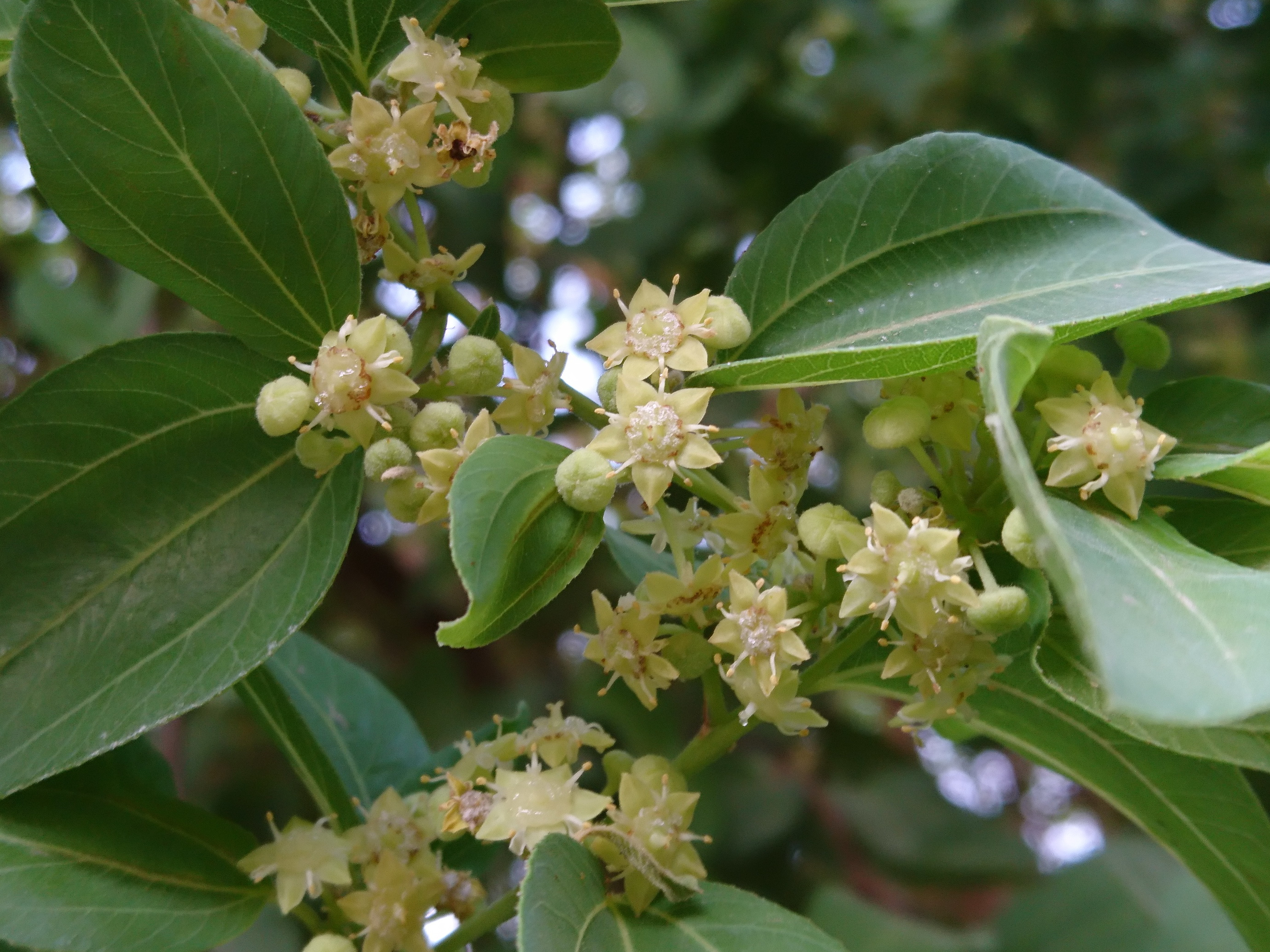
شکوفه درخت کنار، بهبهان
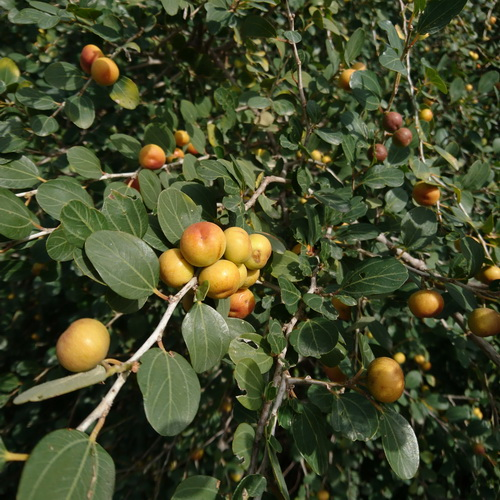
میوه کنار نارس، بهبهان
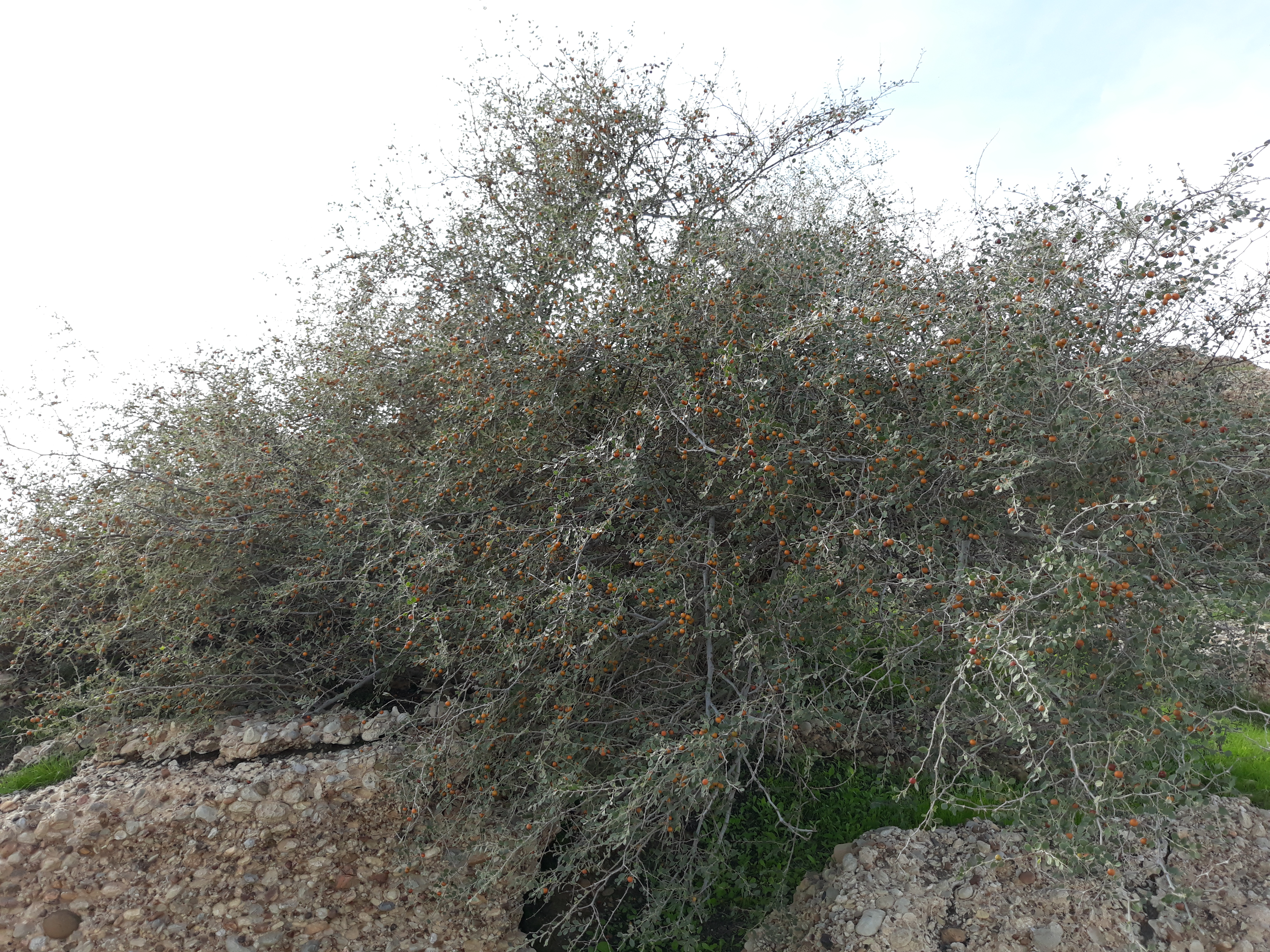
کنار پرزین
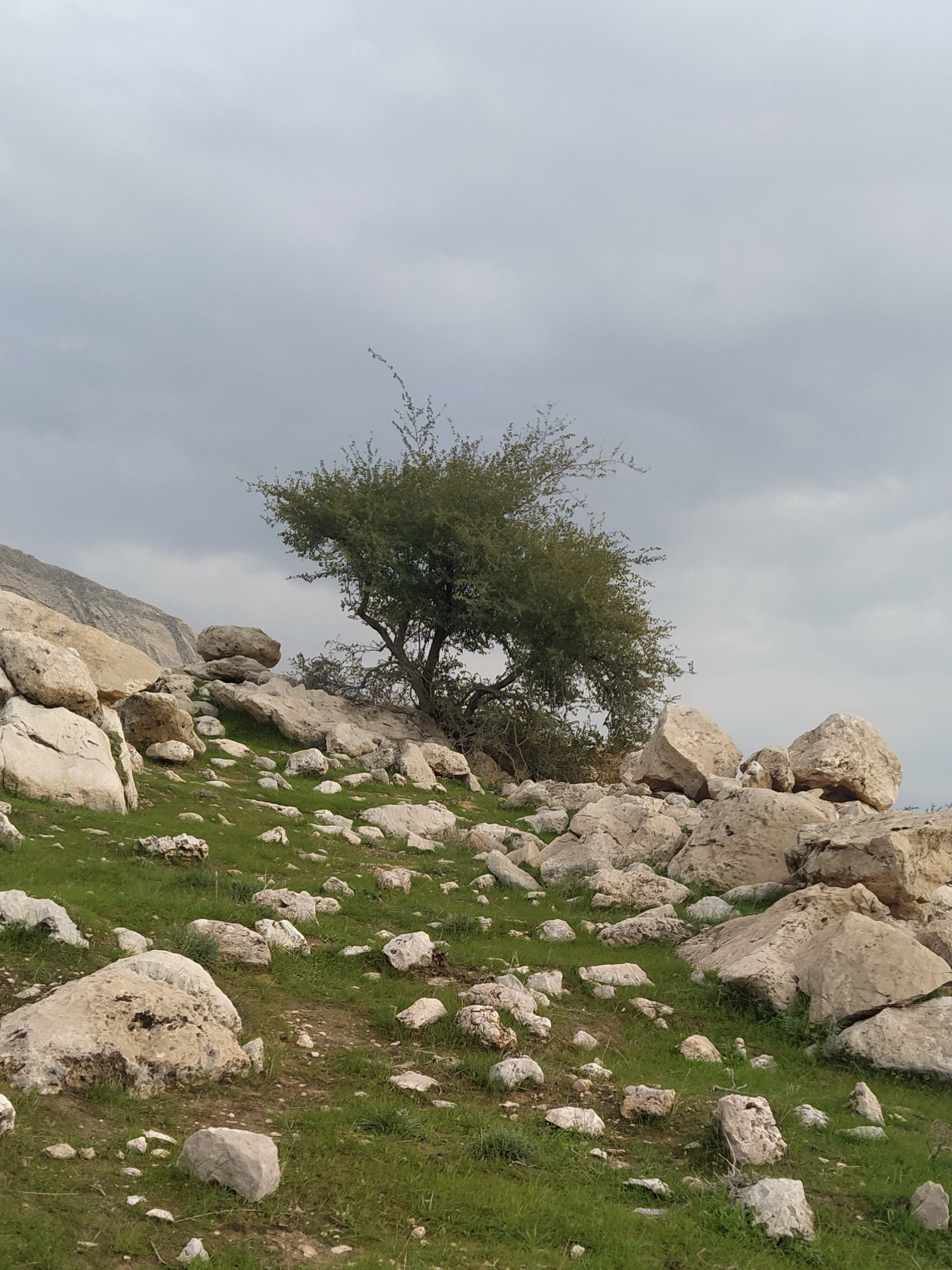
درخت کنار خودرو، بهبهان